# Pfarrkirche Ruden

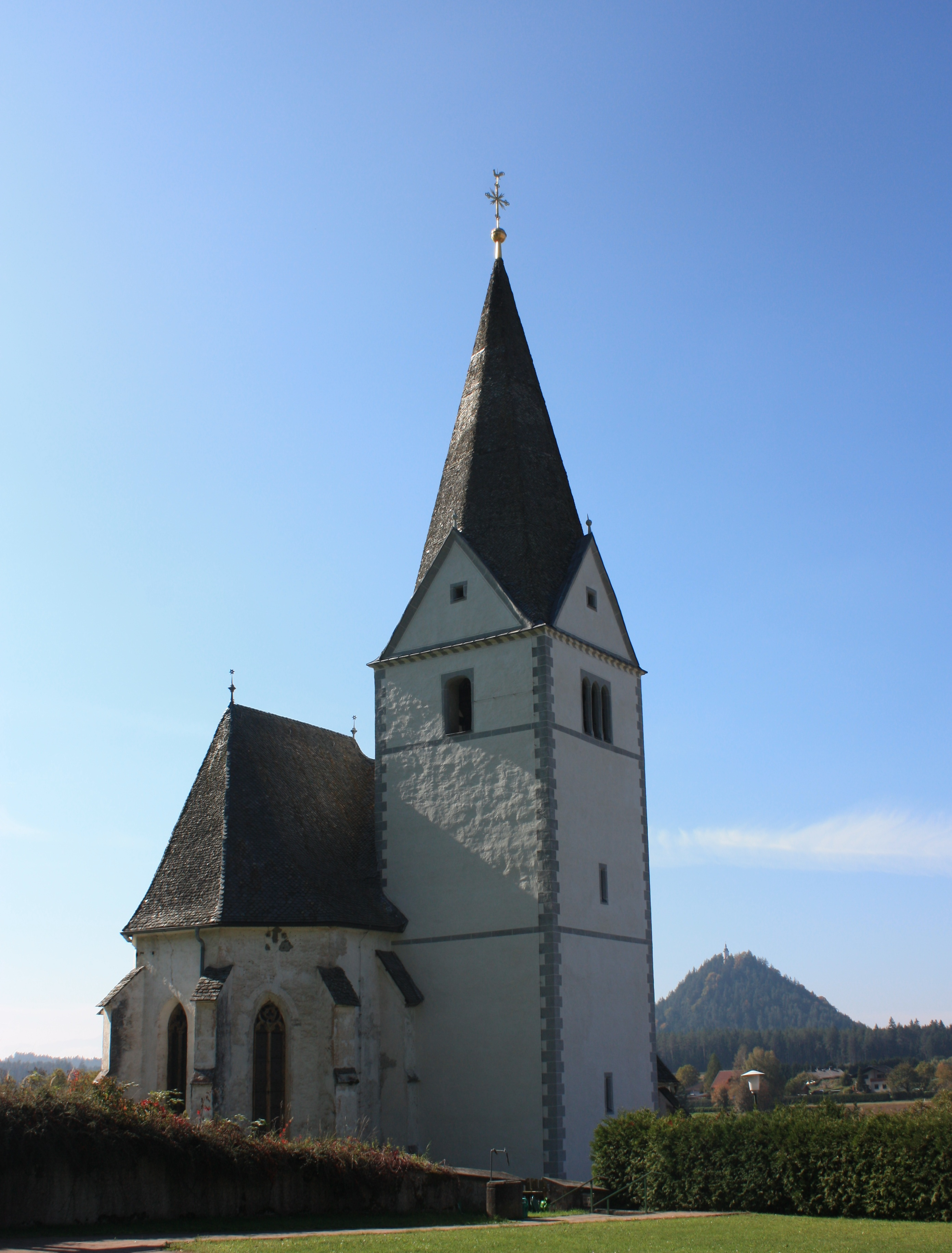

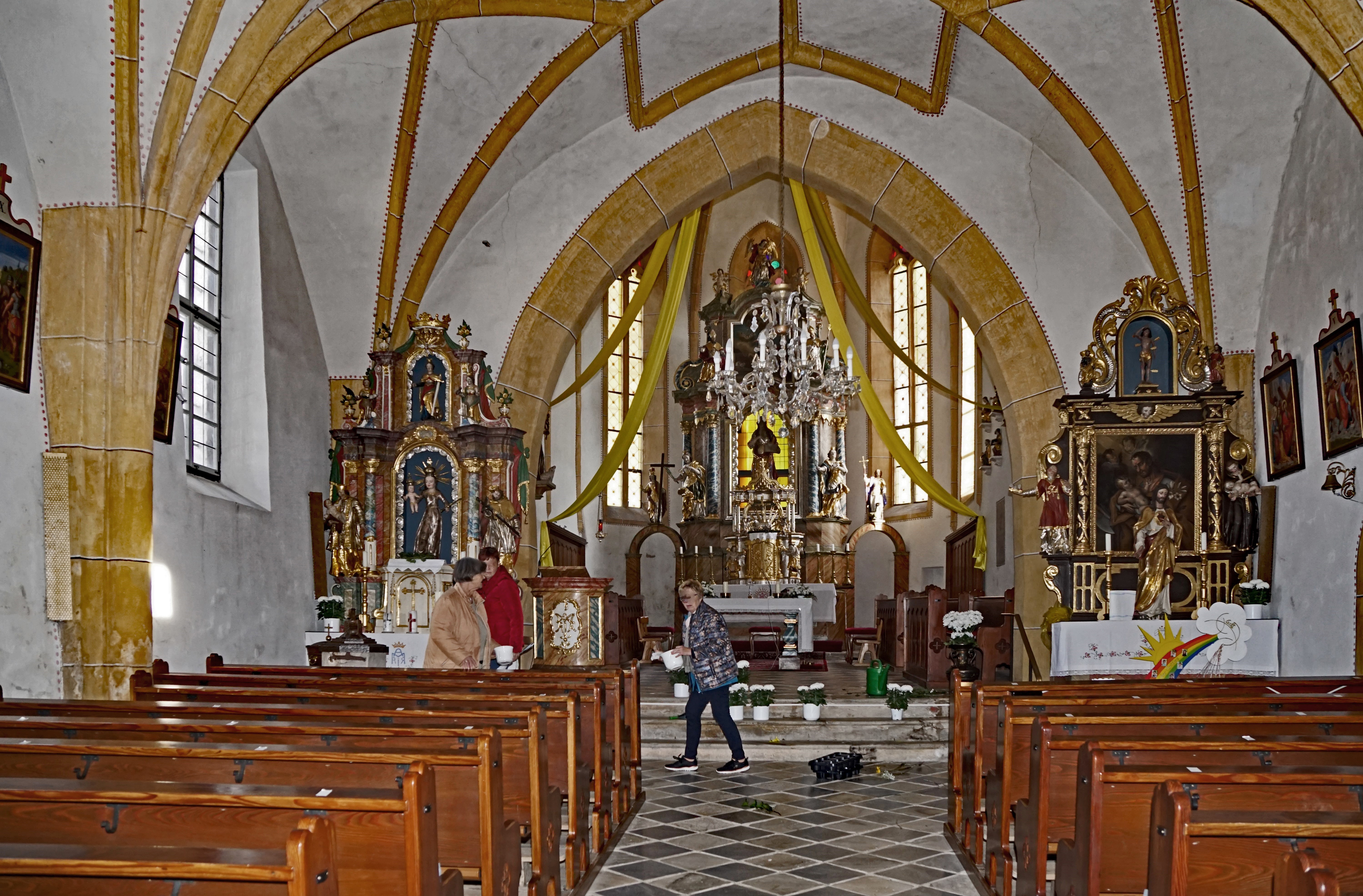
Innenansicht nach Osten

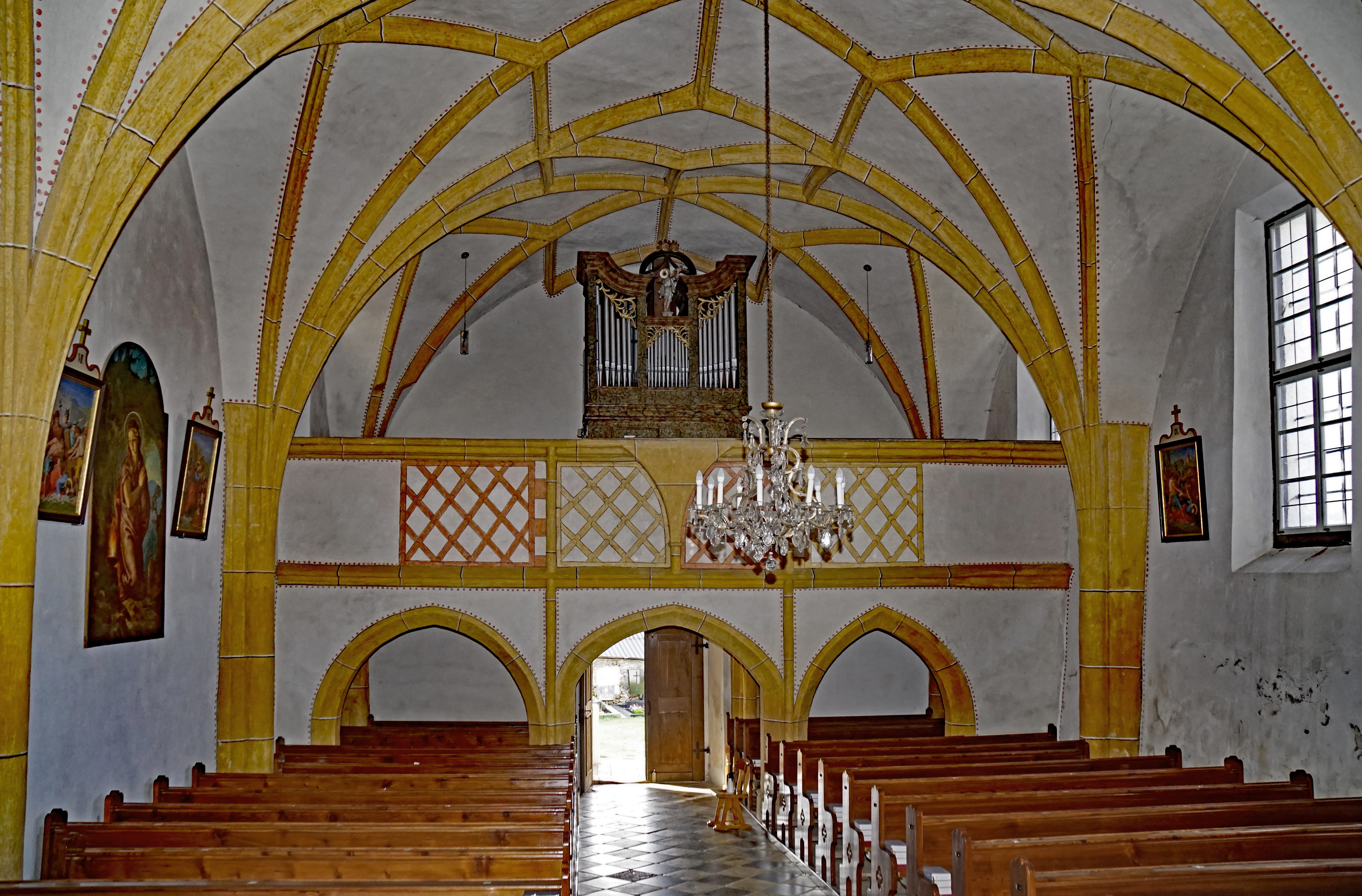
Innenansicht nach Westen zur Orgelempore

Die römisch-katholische Pfarrkirche Ruden in der gleichnamigen Gemeinde in Kärnten steht unter dem Patrozinium der heiligen Maria Magdalena. Die Kirche in Ruden/Ruda wurde erstmals 1511 urkundlich genannt. Sie stammt vermutlich aus dem 12. Jahrhundert.

## Bauwerk
Das Gotteshaus ist ein spätgotischer Bau, der im Kern des Langhauses vermutlich auf die Romanik zurückgeht. Der von dreistufigen Strebepfeilern gestützte Chor aus der ersten Hälfte des 15. Jahrhunderts ist gegenüber dem Langhaus leicht eingezogen und wesentlich höher. Im Süden des von zweistufigen Strebepfeilern gestützten Langhauses ist eine zweigeschoßige, spätgotische Sakristei angebaut, im Westen eine Vorlaube auf Mauerpfeilern. Der Turm an der Chornordseite mit dreiteiligen Schallöffnungen und achtseitigem Spitzhelm wird von einer Turmkugel mit Kreuz und Wetterhahn bekrönt. Die Dächer der Kirche sind mit Steinplatten gedeckt.
Im dreijochigen Langhaus ruht ein Sternrippengewölbe aus dem frühen 16. Jahrhundert auf gekehlten Wandvorlagen mit kräftigen Runddiensten. Die dreiachsige Westempore ist sternrippenunterwölbt und an der Brüstungswand durch Gesimse und Dienste gegliedert. Ein spitzbogiger, abgefaster Triumphbogen verbindet das Langhaus mit dem Chor. Im zweijochigen Chor mit einem Fünfachtelschluss erhebt sich ein Kreuzrippengewölbe auf abgekappten Diensten. Vier zweibahnige Maßwerkfenster belichten den Chorraum. Ein abgefastes Portal führt ins spitztonnengewölbte Turmerdgeschoß, ein profiliertes Portal mit Eisenplattentür in die zweijochige, kreuzgratgewölbte Sakristei.

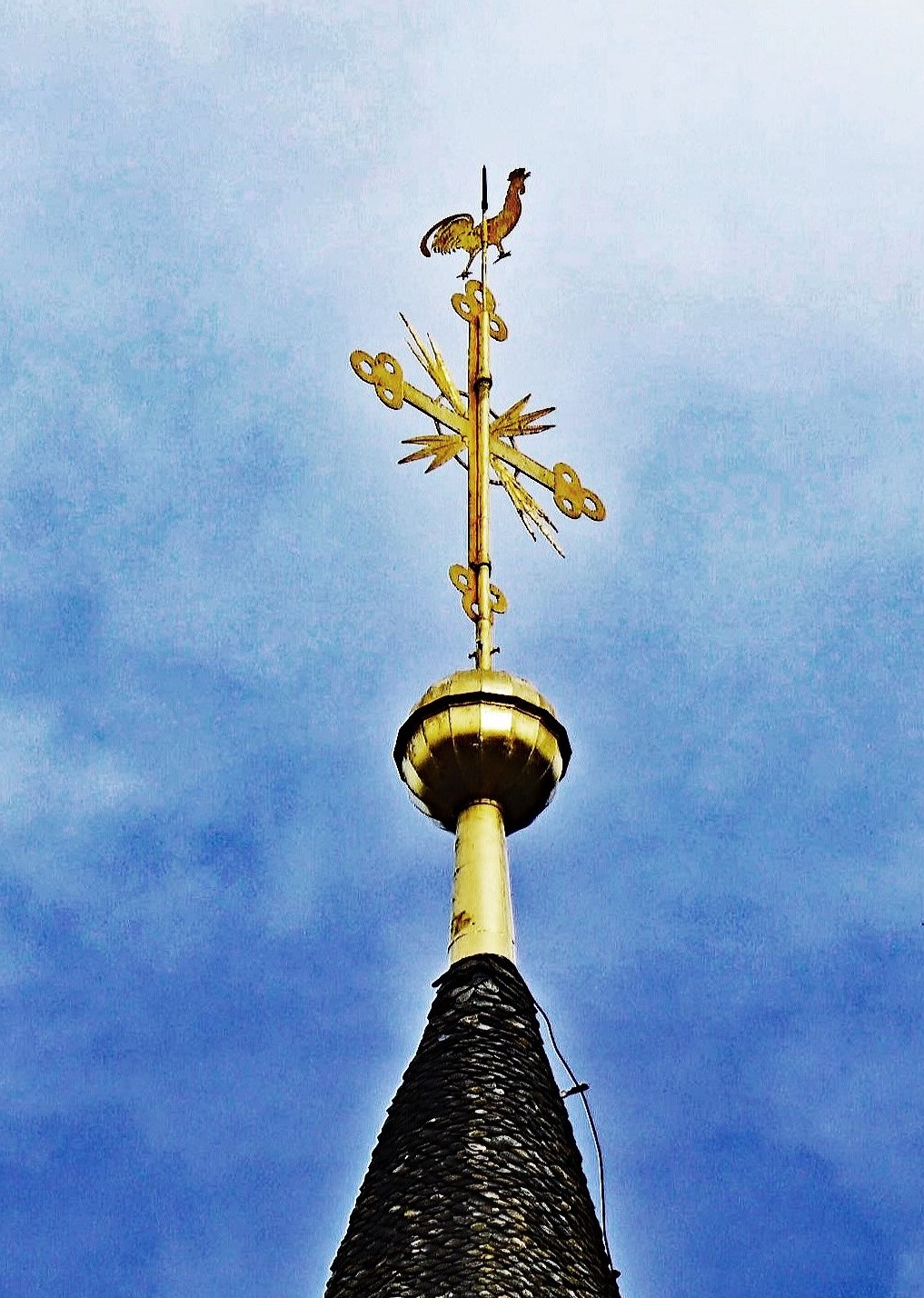
Turmspitze mit Wetterhahn
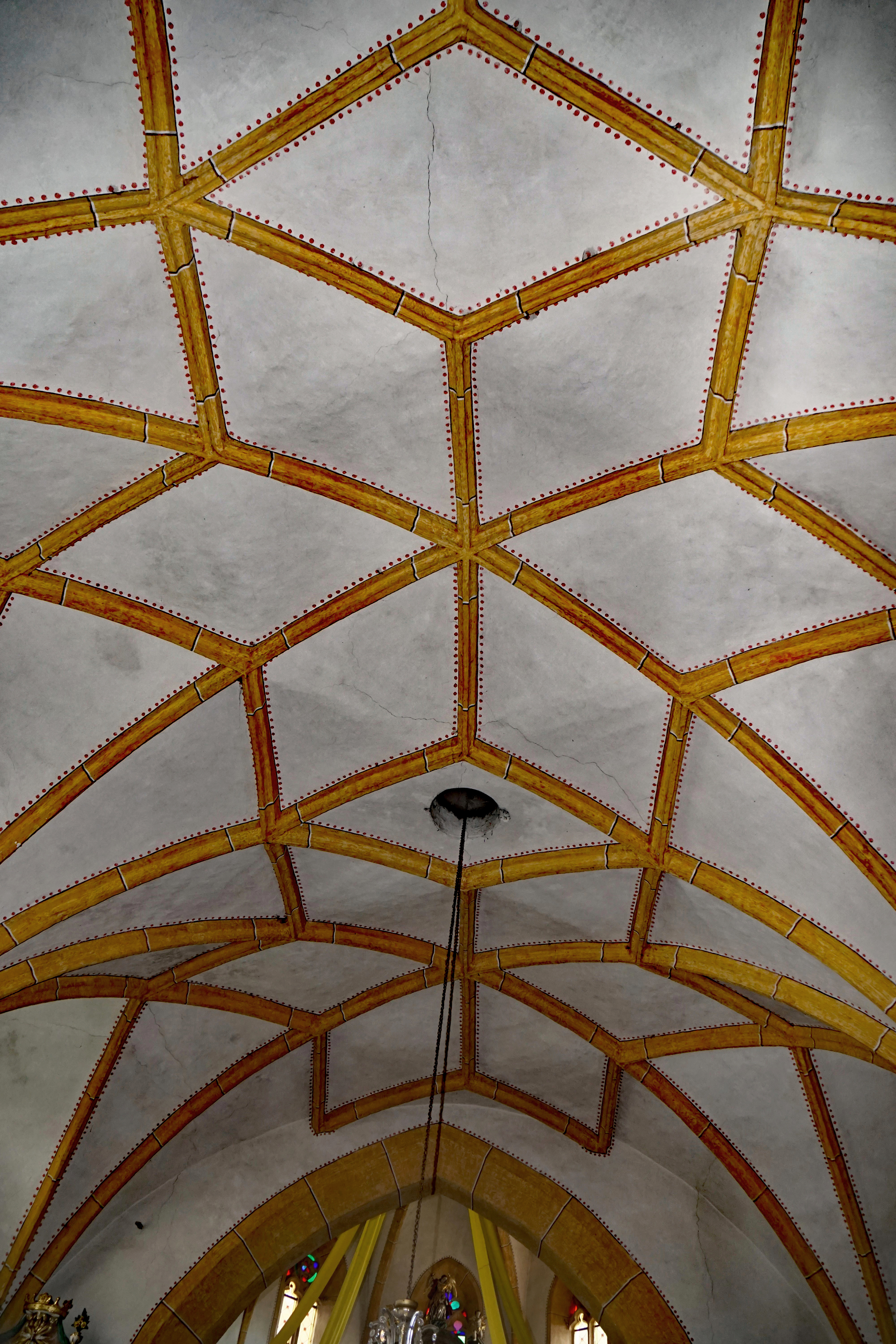
Sternrippengewölbe des Langhauses

## Einrichtung

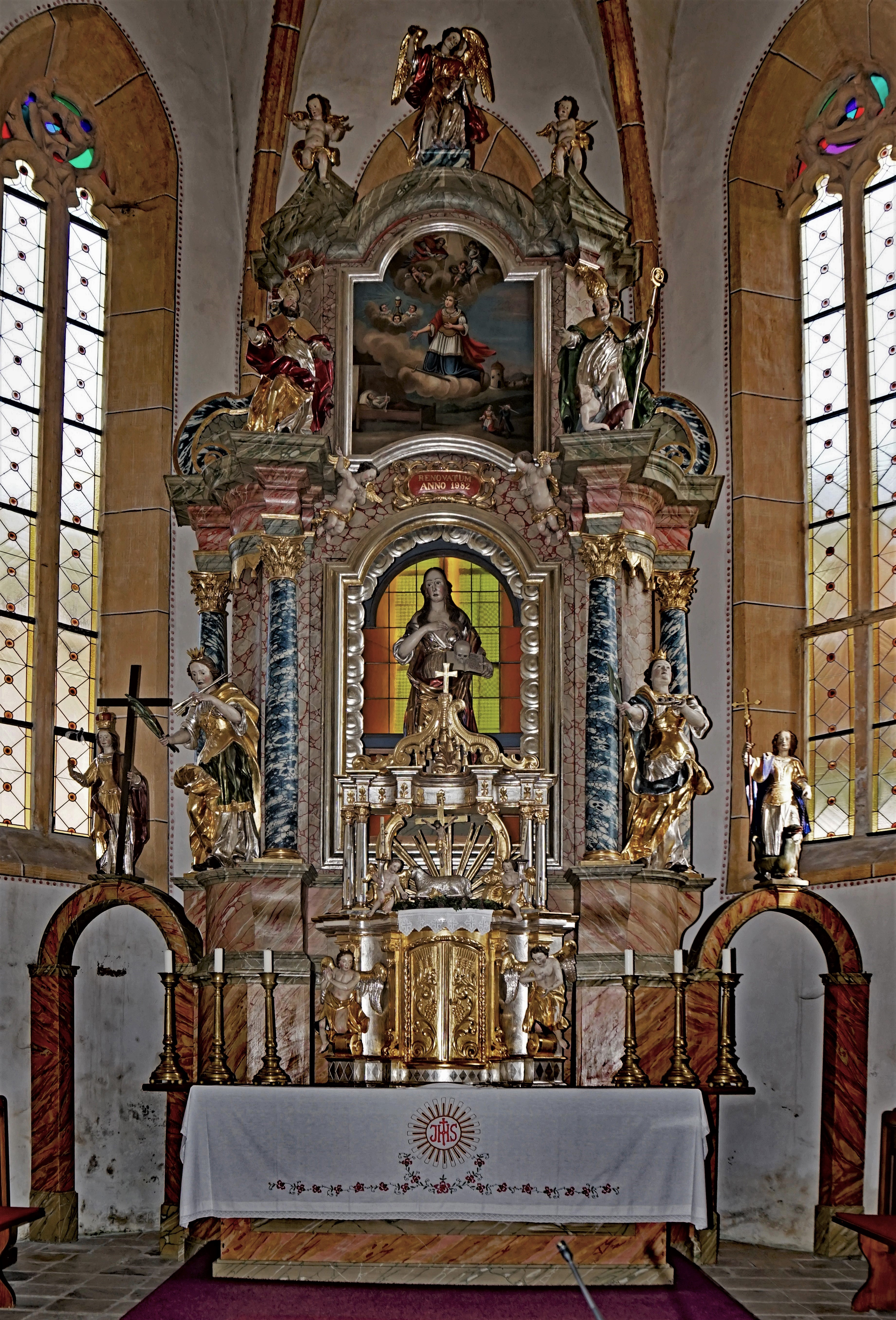
Barocker Hochaltar

Der barocke Hochaltar aus dem zweiten Viertel des 18. Jahrhunderts trägt in der Mitte eine Statue der Kirchenheiligen, flankiert von den barocken Statuen der Heiligen Ursula und Odilia. Über den Opfergangsportalen stehen die Figuren der Heiligen Helena und Georg. Das Votivbild aus dem 19. Jahrhundert im Aufsatz zeigt die Aufnahme der heiligen Barbara in den Himmel. Auf den seitlichen Postamenten stehen die Figuren des heiligen Valentin sowie eines heiligen Bischofs ohne Attribute. Die Bekrönung des Altars bildet eine Schutzengelgruppe.
Der linke Seitenaltar, der Marienaltar, aus dem zweiten Viertel des 18. Jahrhunderts birgt in der Mittelnische eine gotische Madonna mit Kind und in der Aufsatznische eine Figur der heiligen Katharina. Seitlich stehen unter anderem die Heiligen Agatha und Johannes Nepomuk.
Der rechte Seitenaltar aus dem letzten Viertel des 17. Jahrhunderts zeigt am Altarblatt den heiligen Josef mit dem Jesuskind. Seitlich stehen die Figuren der Heiligen Stephanus und Antonius von Padua. In der Aufsatznische steht eine gotische Statue des heiligen Sebastian (um 1500).

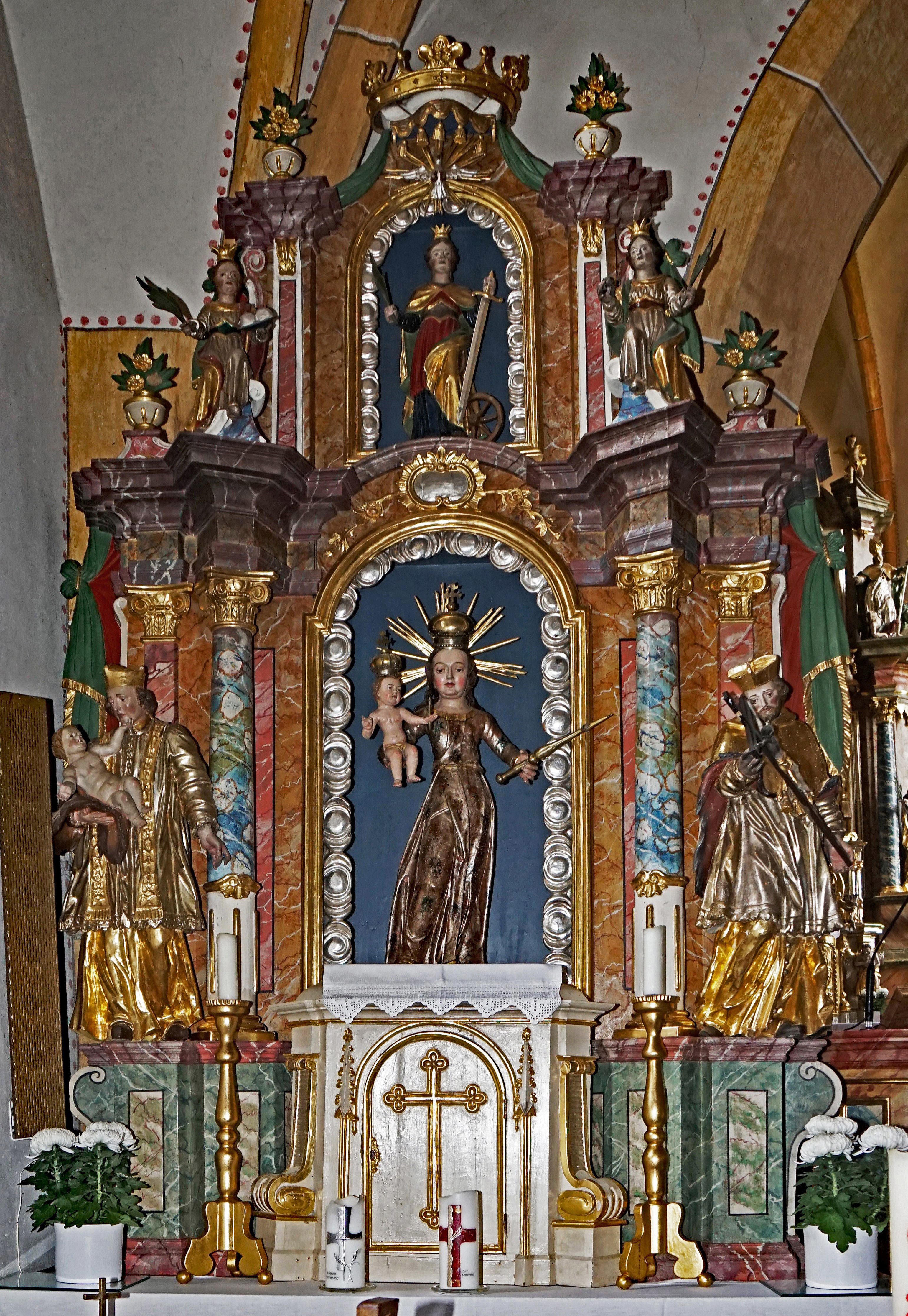
Linker Seitenaltar
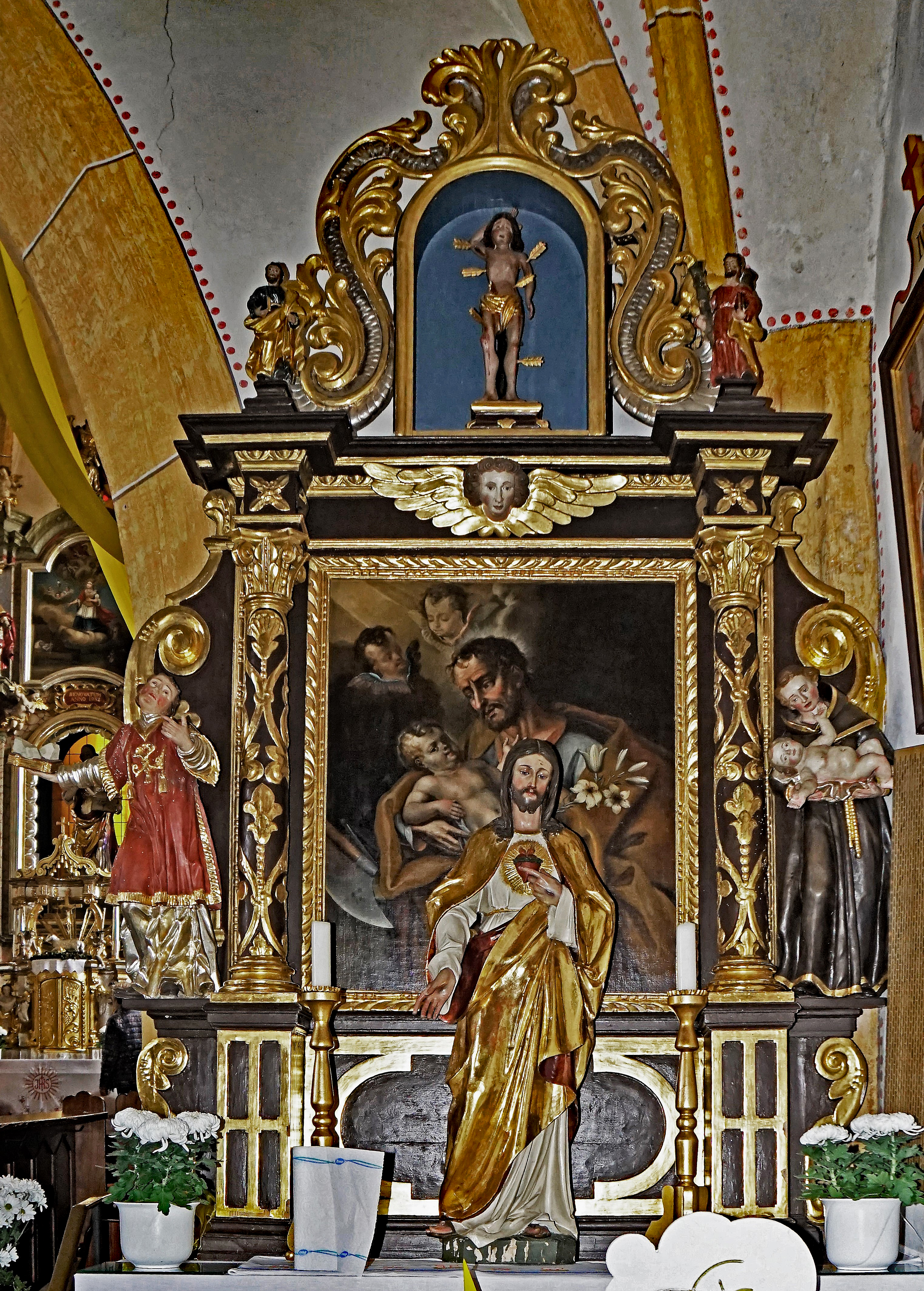
Rechter Seitenaltar

Aus dem Korb der ehemaligen Kanzel (letztes Viertel des 18. Jahrhunderts) wurde der heutige Ambo mit dem Marienmonogramm gefertigt. Die Figuren der vier Evangelisten vom Korb und des Guten Hirten vom Schalldeckel sind an der südlichen Chorwand angebracht. Den Evangelisten fehlen die Attribute, sodass eine namentliche Zuordnung nicht möglich ist.
Der gotische Taufstein mit gedrehtem Achteck-Becken hat einen geschnitzten Holzdeckel von 1950.

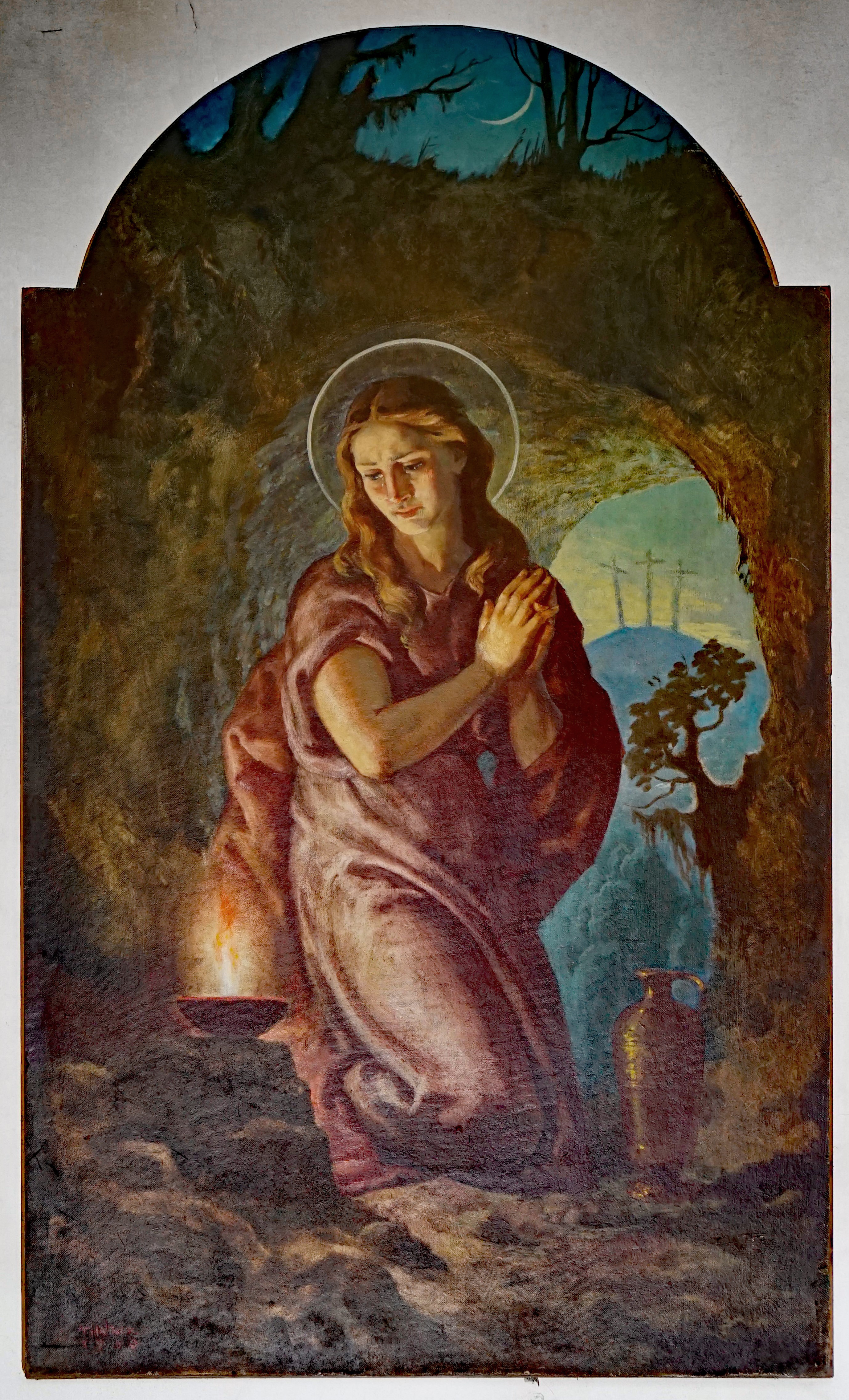
Maria Magdalena, Ölgemälde

Zur weiteren Ausstattung der Kirche zählen eine um 1410 gefertigte, gotische Schnitzfigur der heiligen Agnes, eine Konsolfigur der heiligen Margareta, ein barockes Ölgemälde der hl. Maria Magdalena, Kreuzweggemälde, barocke Vortragestangen mit der Maria Immaculata und einem Leuchterengel.

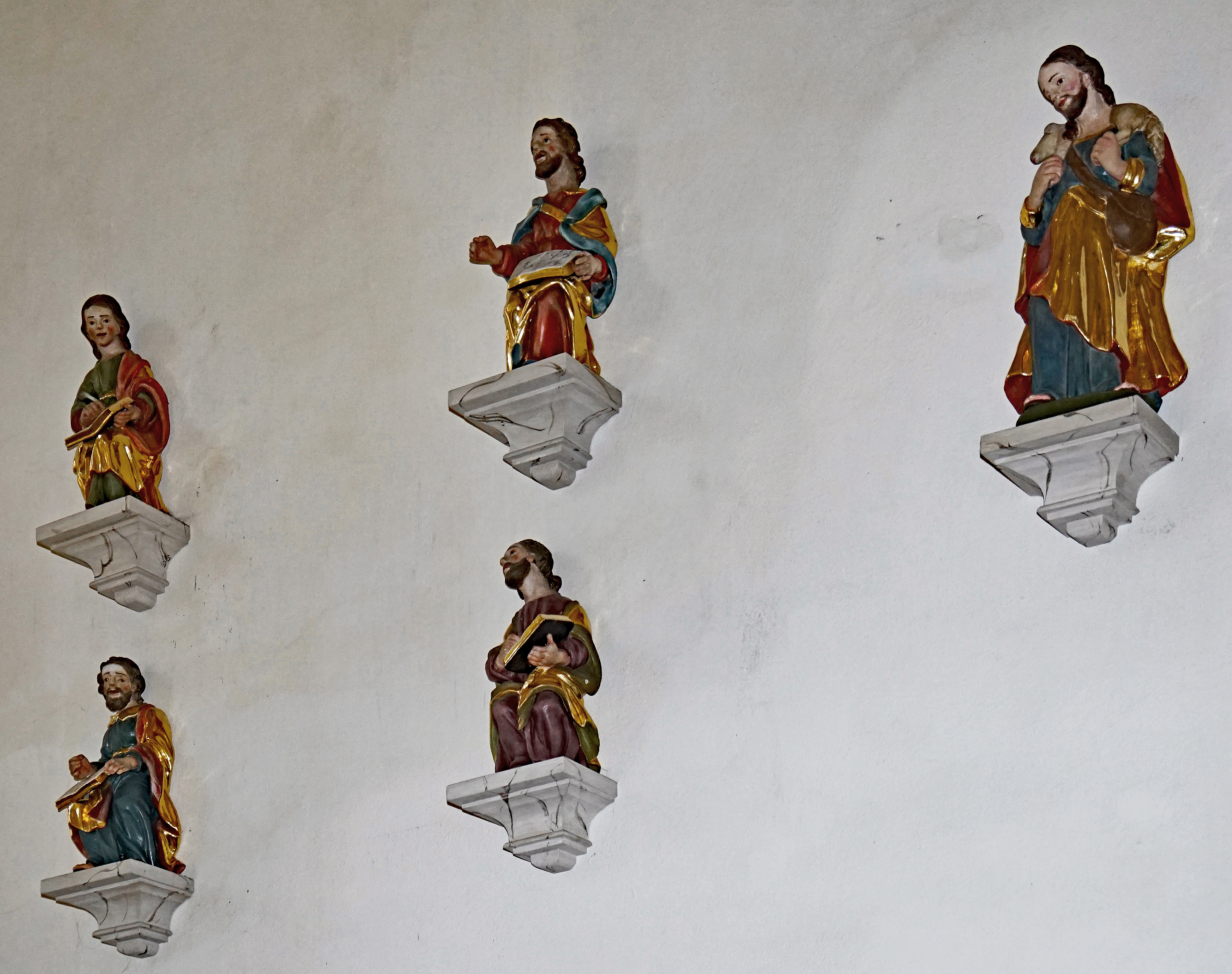
Die ehemaligen Kanzelfiguren
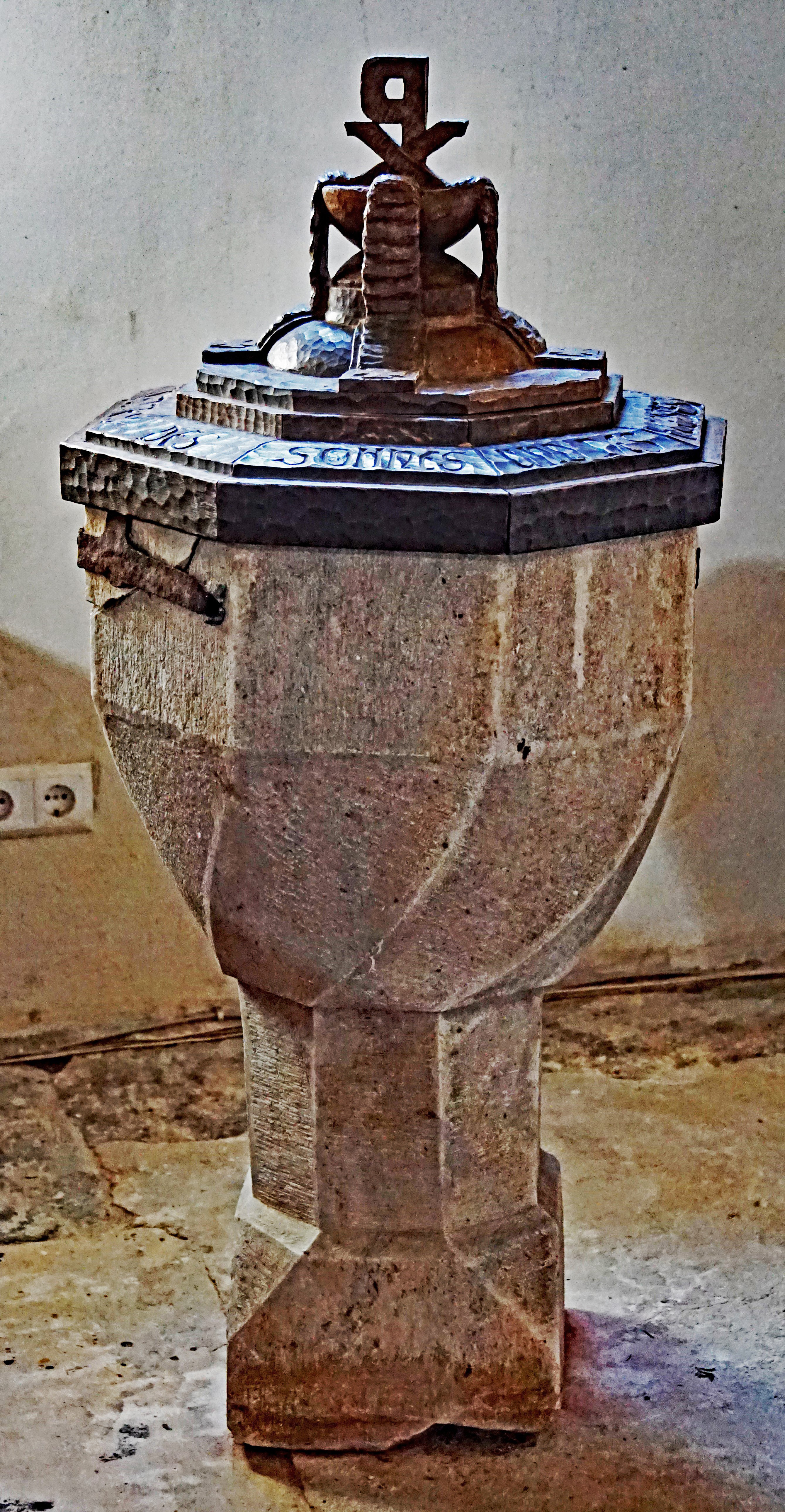
Gotischer Taufstein
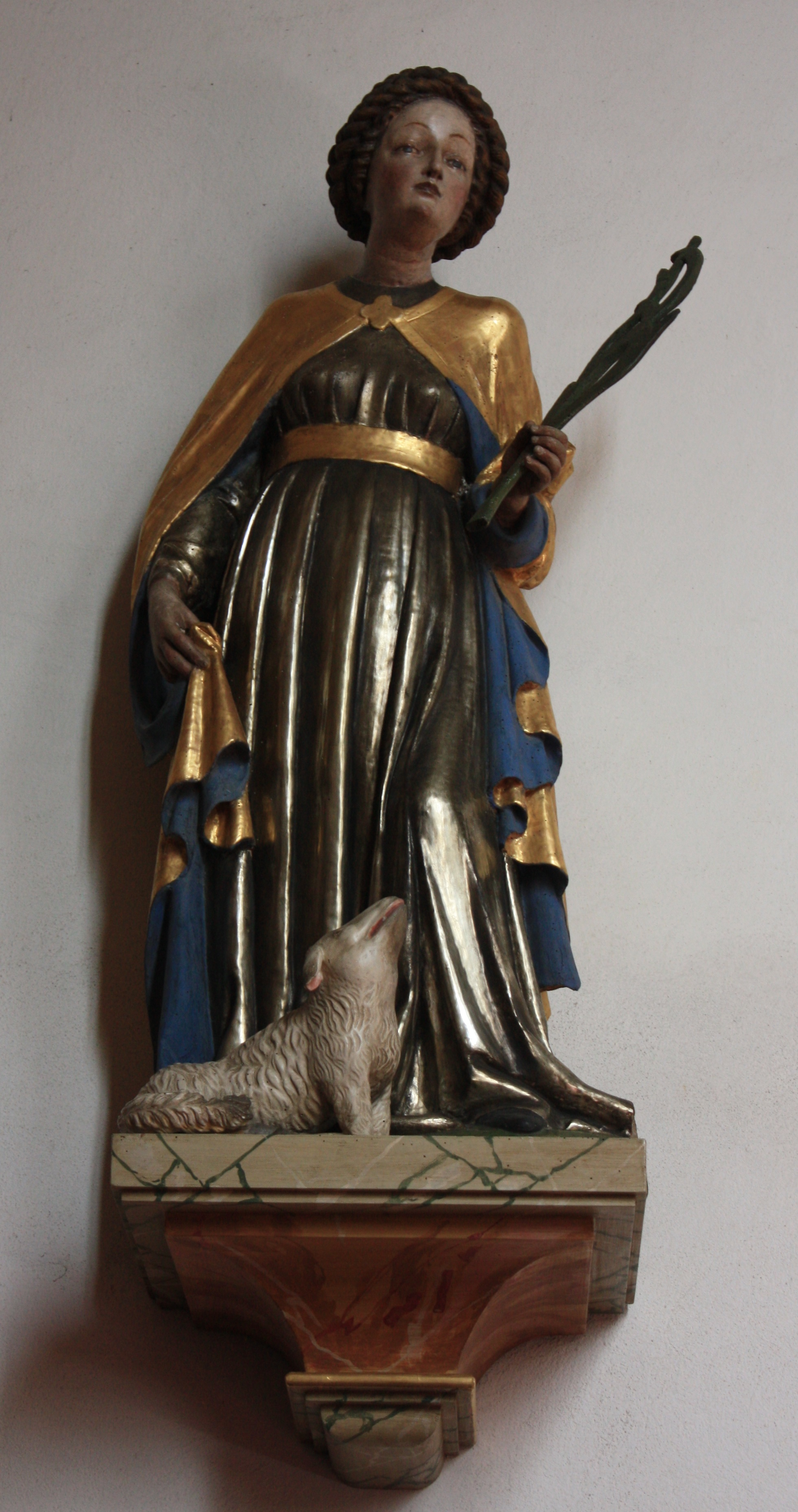
Hl. Agnes
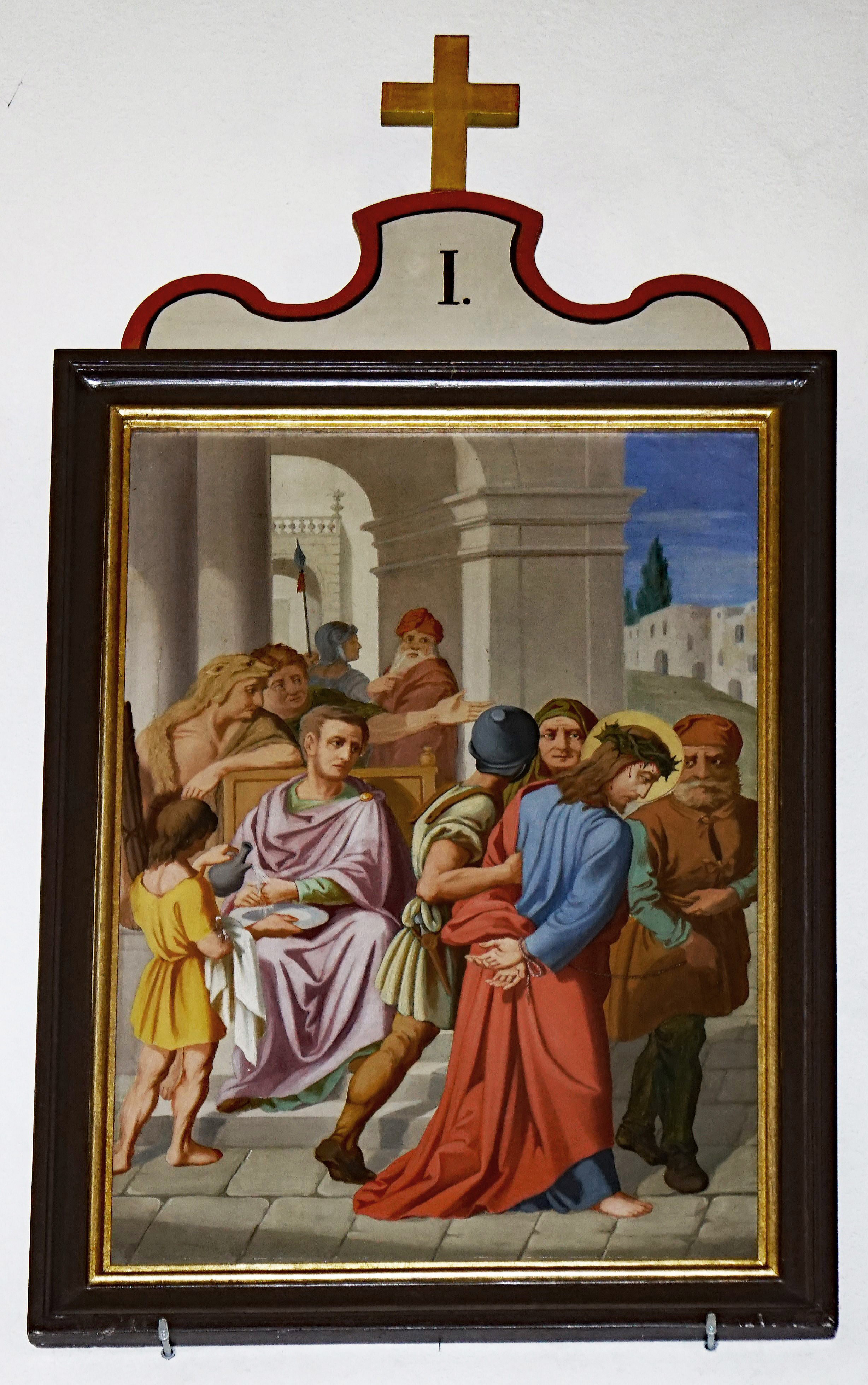
Kreuzweggemälde

## Friedhof
Der neugotische Laubenbildstock in wuchernden Formen in der südlichen Friedhofsmauer birgt eine Kreuzigungsgruppe mit gemalten Assistenzfiguren. Die Aufbahrungshalle wurde 1984/85 nach Plänen von Gernot Kulterer errichtet.